# Campionato Sammarinese
Campionato Sammarinese – najwyższa w hierarchii klasa męskich ligowych rozgrywek piłkarskich w San Marino, będąca jednocześnie najwyższym szczeblem centralnym (I poziom ligowy), utworzona w 1985 roku i od samego początku zarządzana przez Sanmaryński Związek Piłki Nożnej (FSGC). Zmagania w jej ramach toczą się cyklicznie (co sezon) i przeznaczone są dla 16 najlepszych krajowych klubów piłkarskich. Jej triumfator zostaje Mistrzem San Marino, zaś nie ma awansów i spadków ze względu na niewielką liczbę drużyn. Wszystkie kluby uczestniczące w rozgrywkach są drużynami amatorskimi. Większość piłkarzy są też amatorami.

## Historia
Mistrzostwa San Marino w piłce nożnej rozgrywane są od 1985 roku. Wcześniej sanmaryńskie kluby uczestniczyły w niższych ligach Mistrzostw Włoch. W sezonie 1996/97 reorganizowano ligi piłkarskie w San Marino. Serie A1 została połączona z drugoligową Serie A2 w Campionato Sammarinese.

## System rozgrywek
Obecny format ligi zakładający podział rozgrywek na rundę zasadniczą i rundę pucharową obowiązuje od sezonu 1996/97. Od sezonu 2000/01 w lidze występuje 15 zespołów. W przeszłości liczba ta wynosiła od 9 do 17.
Wszystkie zespoły grają dwa razy przeciwko drużynom z własnej grupy i raz przeciwko drużynom z drugiej grupy systemem kołowym. Oznacza to, że kluby w ośmioosobowej grupie rozegrają 21 meczów, podczas gdy kluby z siedmioosobowej grupy rozegrają po 20 meczów w sezonie zasadniczym. Drużyna zwycięska za wygrany mecz otrzymuje 3 punkty, 1 za remis oraz 0 za porażkę. Po zakończeniu rund zasadniczych po trzy najlepsze drużyny z każdej grupy awansują do rundy play-off, w której wyłoniono mistrza sezonu oraz drużyny, które kwalifikują się do Ligi Mistrzów i Ligi Europy. Wszystkie mecze zostały rozstrzygnięte w jednym spotkaniu przez 90 min gry, lub w dodatkowym czasie (w wypadku remisu), a następnie rzutów karnych, gdy jest to wymagane.
Zwycięzca ostatniego meczu finałowego zdobywa tytuł Mistrzów San Marino w piłce nożnej. Mistrz San Marino kwalifikuje się do eliminacji Ligi Mistrzów UEFA. Druga drużyna (finalista) zdobywa możliwość gry w Lidze Europy UEFA. Również zwycięzca Pucharu San Marino startuje w eliminacjach do Ligi Europy lub, w przypadku, w którym zdobywca krajowego pucharu zajmie pierwsze miejsce w lidze – możliwość gry w eliminacjach do Ligi Europy otrzymuje również trzecia drużyna klasyfikacji końcowej.
W przypadku zdobycia tej samej liczby punktów, klasyfikacja końcowa ustalana jest na podstawie wyniku dwumeczu pomiędzy drużynami, w następnej kolejności, w przypadku remisu – na podstawie różnicy bramek w pojedynku bezpośrednim, następnie na podstawie ogólnego bilansu bramkowego osiągniętego w sezonie, większej liczby bramek zdobytych oraz w ostateczności za pomocą losowania.

## Drużyny w sezonie 2025/2026
| Uczestnicy poprzedniej edycji | Uczestnicy poprzedniej edycji | Uczestnicy poprzedniej edycji | Uczestnicy poprzedniej edycji |
| --- | ----------------------------- | ----------------------------- | ----------------------------- |
| VIR | AC Virtus                     | Acquaviva                     | 1                             |
| LFI | SP La Fiorita                 | Montegiardino                 | 2                             |
| TFI | SP Tre Fiori                  | Fiorentino                    | 3                             |
| FOL | SS Folgore/Falciano           | Serravalle                    | 4                             |
| COS | SS Cosmos                     | Serravalle                    | 5                             |
| TPE | SP Tre Penne                  | San Marino                    | 6                             |
| SGI | SS San Giovanni               | Borgo Maggiore                | 7                             |
| FIO | FC Fiorentino                 | Fiorentino                    | 8                             |
| MUR | SS Murata                     | San Marino                    | 9                             |
| FAE | SC Faetano                    | Faetano                       | 10                            |
| J/D | AC Juvenes/Dogana             | Serravalle                    | 11                            |
| DOM | FC Domagnano                  | Domagnano                     | 12                            |
| LIB | AC Libertas                   | Borgo Maggiore                | 13                            |
| CAI | SP Cailungo                   | Borgo Maggiore                | 14                            |
| PEN | SS Pennarossa                 | Chiesanuova                   | 15                            |
| U22 | San Marino Academy U22        | San Marino                    | 16                            |
| Oznaczenia: - kolumna pierwsza – skróty nazw drużyn, - kolumna trzecia – siedziba klubu, - kolumna czwarta – miejsce zajęte w poprzednim sezonie. |                               |                               |                               |

## Statystyka

### Tabela medalowa
Mistrzostwo San Marino zostało do tej pory zdobyte przez 12 różnych drużyn.
Stan po sezonie 2023/2024.
| Klub                | Miasto         | Liczba tytułów |
| ------------------- | -------------- | -------------- |
| SP Tre Fiori        | Fiorentino     | 8              |
| La Fiorita 1967     | Montegiardino  | 6              |
| SS Folgore/Falciano | Falciano       | 5              |
| SP Tre Penne        | San Marino     | 5              |
| FC Domagnano        | Domagnano      | 4              |
| SC Faetano          | Faetano        | 3              |
| SS Murata           | San Marino     | 3              |
| SS Cosmos           | Serravalle     | 1              |
| AC Libertas         | Borgo Maggiore | 1              |
| SS Montevito        | Fiorentino     | 1              |
| Pennarossa Calcio   | Chiesanuova    | 1              |
| AC Virtus           | Acquaviva      | 1              |